# 葉有聲
葉有聲（1583年—1661年），字君實，號震孩，直隸松江府上海縣新場人，明朝政治人物。

## 生平
萬曆四十三年（1615年）乙卯科應天鄉試第一名舉人（解元），四十四年（1616年）丙辰科會試中式，未殿試，四十七年（1619年）三甲第三十九名進士。刑部觀政，授侯官縣知縣，天啟五年（1625年）升禮科給事中，六年（1626年）升禮科右給事中。魏忠賢擅權，欲進王爵，葉有聲在朝廷叱責，七年（1627年）五月削籍為民。崇禎元年（1628年）三月起為禮科左給事中，二年（1629年）正月出為浙江按察司副使、兵備金衢，同年丁父憂。服闕，五年（1632年）起為湖廣按察司副使、兵備武昌，六年（1633年）升福建布政使司右參政、兵備建南，八年（1635年）升河南按察使，升江西右布政使，升南京太僕寺卿、北京大理寺卿、都察院左副都御史，因言罷職，十五年（1642年）致仕歸里。十七年（1644年）起為兵部右侍郎，不到任。順治十八年（1661年）卒於家。

## 著作
著有《祿天館集》、《聽潮製藝》等。

## 家族
來自吳中葉氏家族崑山分派新場支。曾祖葉琪；祖父葉銘；父葉蕃春，冠帶儒官。母為朱積筠女。
夫人倪氏；繼妻吳氏。有三子：倪氏出長子葉翔龍（字元飛，一字翊飛，董其昌孫女婿、董祖和女婿）及次子葉景龍，吳氏出三子葉映榴。還有二女俱倪氏出：長女嫁朱夔龍；次女嫁王庭梅子王道平。